# Ara di Domizio Enobarbo
La cosiddetta Ara di Domizio Enobarbo è un'opera della scultura romana tardo repubblicana in quattro lastre conservate in parte al Museo del Louvre e in parte alla Gliptoteca di Monaco.
Le lastre a bassorilievo provengono dal tempio di Marte (o di Nettuno) situato sotto la chiesa di San Salvatore in Campo presso il Circo Flaminio e componevano una base per statue lunga metri 5,65 x 1,75 e alta 78 centimetri. Secondo Plinio il Vecchio vi erano poggiate le sculture di Nettuno, di Anfitrite, di Achille e delle Nereidi, copia dal gruppo scultoreo di Skopas. L'opera è anteriore alla riforma mariana del 107 a.C.

## Descrizione
L'ara è uno dei migliori esempi di arte eclettica romana dopo la conquista della Grecia e la massiccia influenza dell'ellenismo nel mondo dell'arte e della cultura romana. È databile in un'epoca di poco anteriore alla riforma di Mario dell'esercito (107 a.C.), come confermano anche i particolari iconografici (la toga corta o la tipologia delle armature dei soldati).
La base ha pilastrini agli angoli e su tre lati ha un thiasos (corteo che celebra il culto di un dio) che partecipa alle nozze tra Nettuno e Anfitrite, seduti su un carro trainato da tritoni ed accompagnati da pistrici, tritoni e nereidi (sezione conservata a Monaco). Questa raffigurazione rientra nella tradizione ellenistica e neoattica, con confronti possibili con molte opere coeve. I volti, la muscolatura studiata, i panneggi curati, il movimento disinvolto e le posizioni scelte riecheggiano famose opere d'arte ellenistiche.
Il quarto lato (conservato a Parigi) è invece diverso per stile e per soggetto, con la celebrazione, attraverso precise allusioni, di un intero lustrum censorio, cioè della cerimonia con la quale i censori, alla fine della loro carica quinquennale, celebravano un sacrificio espiatorio per tutta la popolazione. Questa raffigurazione ricade, a differenza del thiasos, nella concezione narrativa e didascalica dei romani, che comunque non era una narrazione "veristica", ma verosimile e con intenti di raffigurare simbolicamente un avvenimento.
La differenza di stile era anche causata dai diversi modelli ai quali si ispiravano gli artefici: per il thiasos esisteva la secolare tradizione ellenistica, mentre per il lustrum si trattava probabilmente di una delle prime raffigurazioni ufficiali di questo tema, almeno su bassorilievo (probabilmente fece da modello la pittura trionfale). Nonostante le notevoli differenze però è verosimile che gli autori delle due scene siano i medesimi, come dimostra il confronto dei dettagli e della tecnica scultorea.

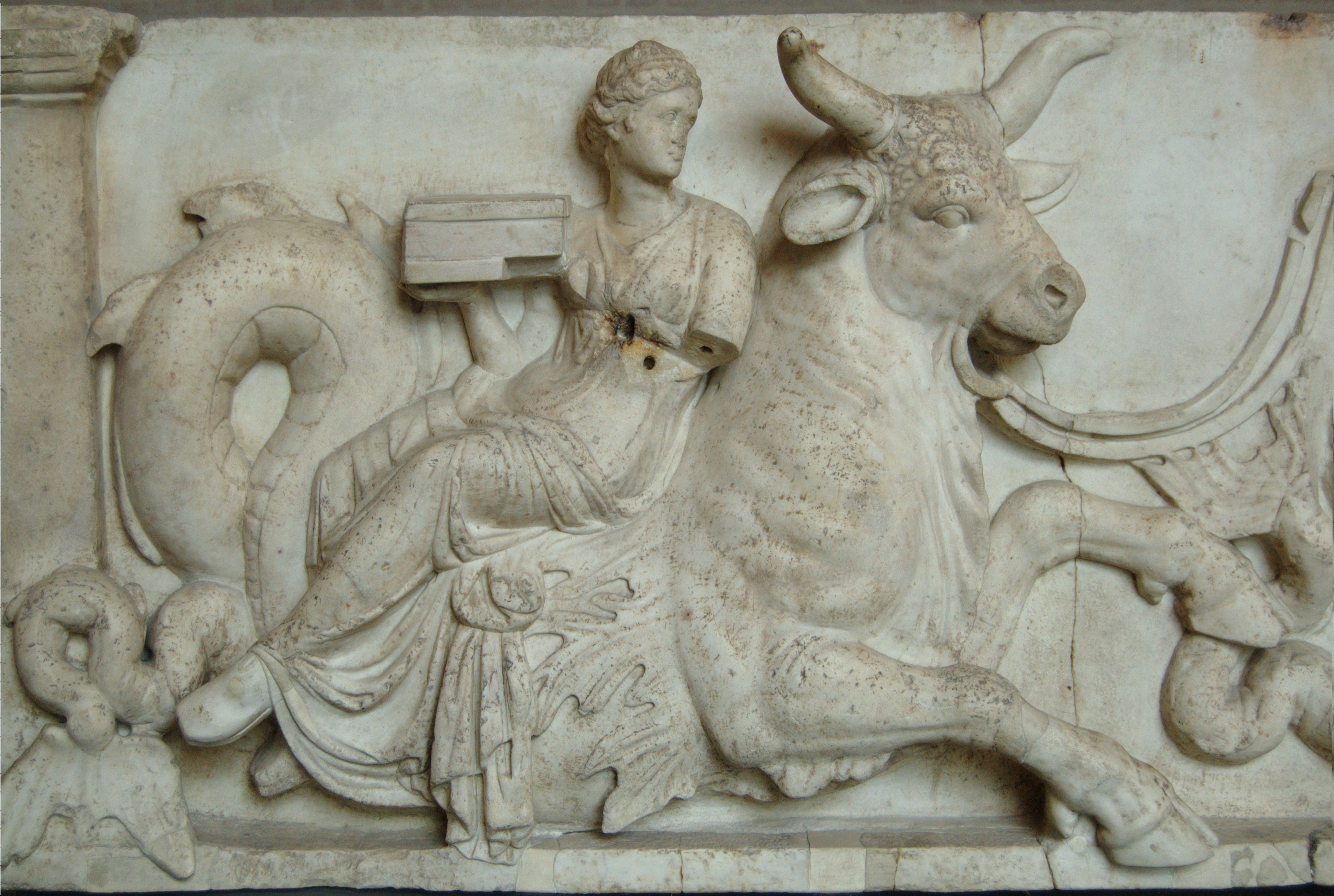
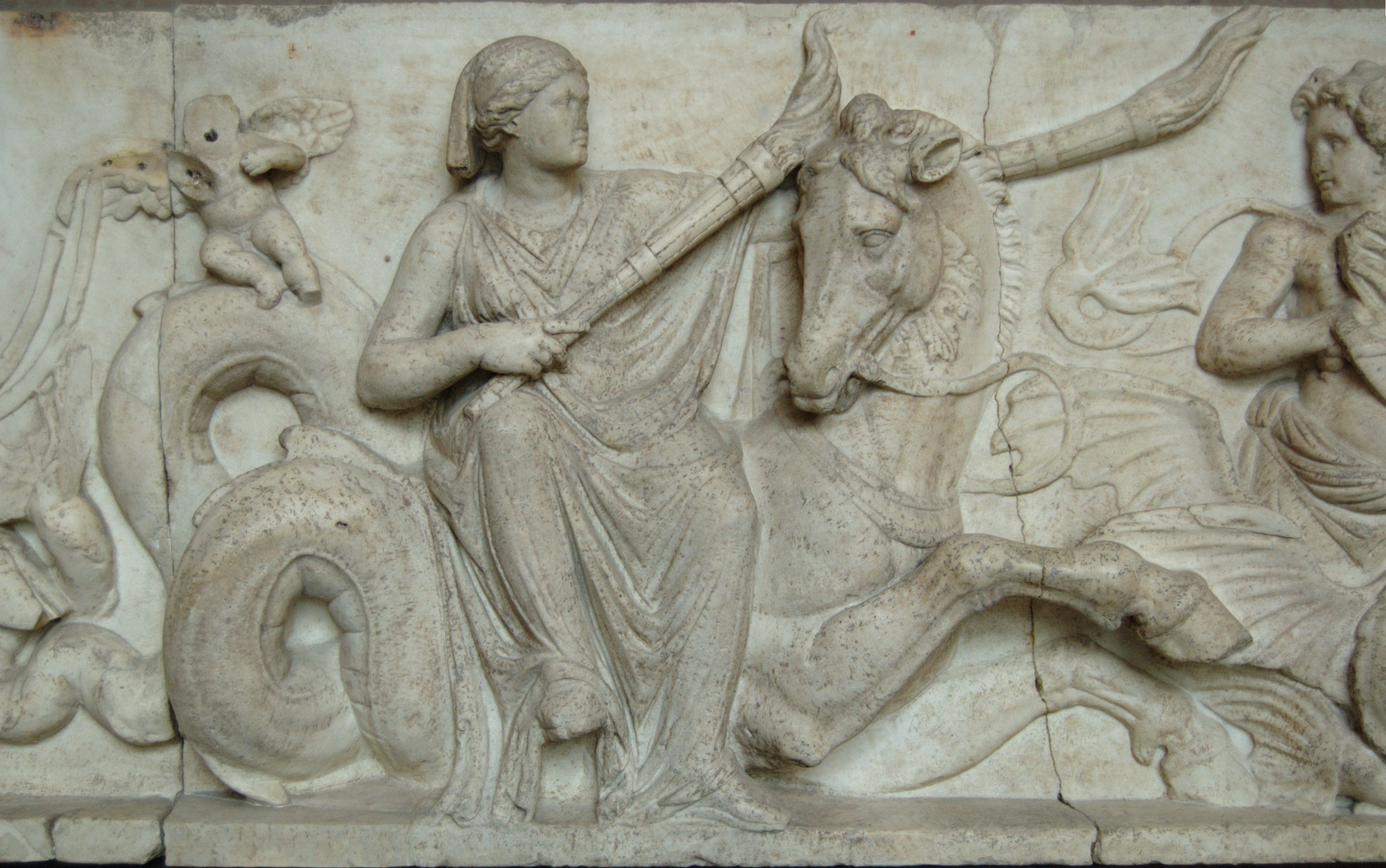
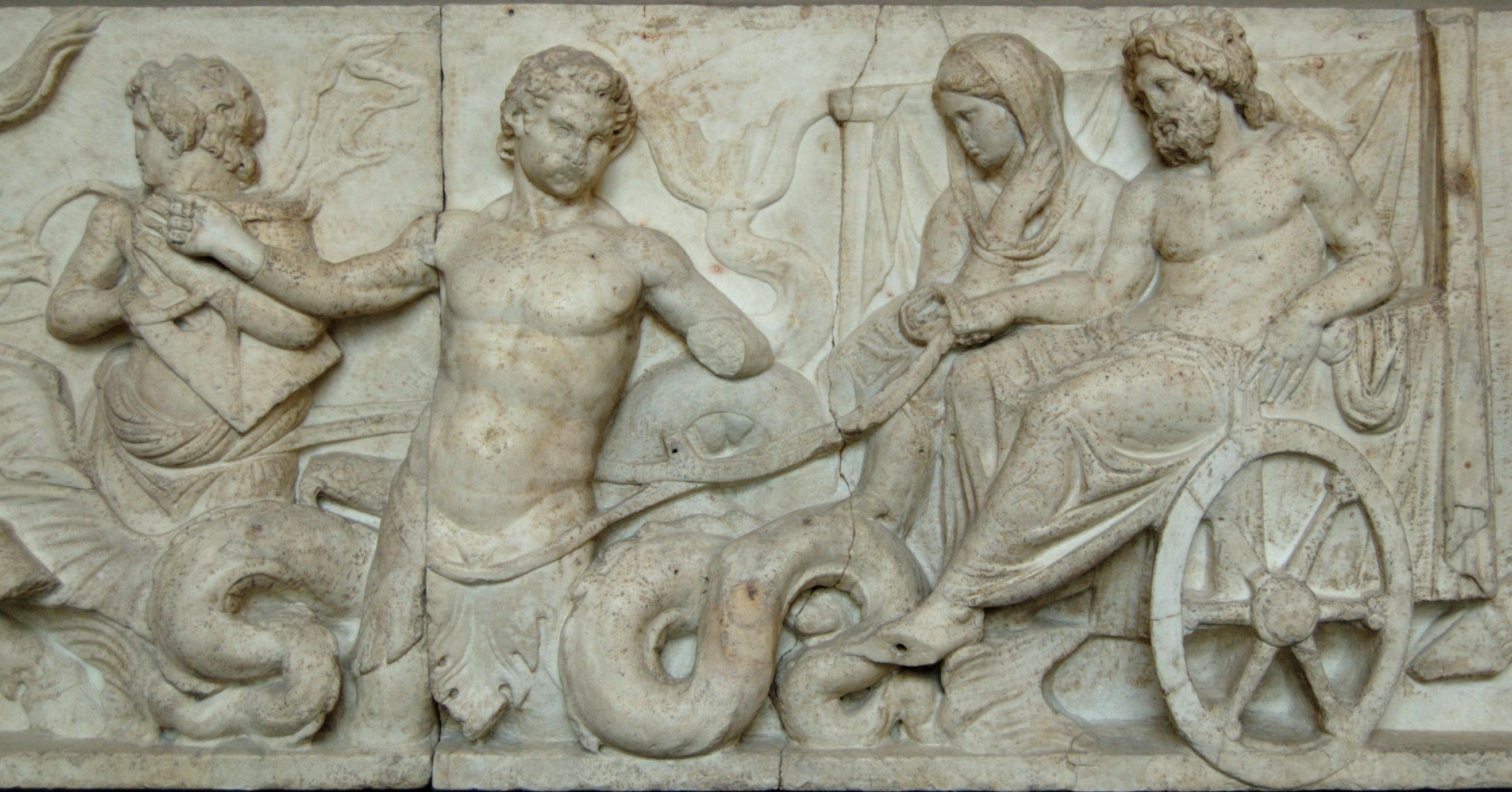
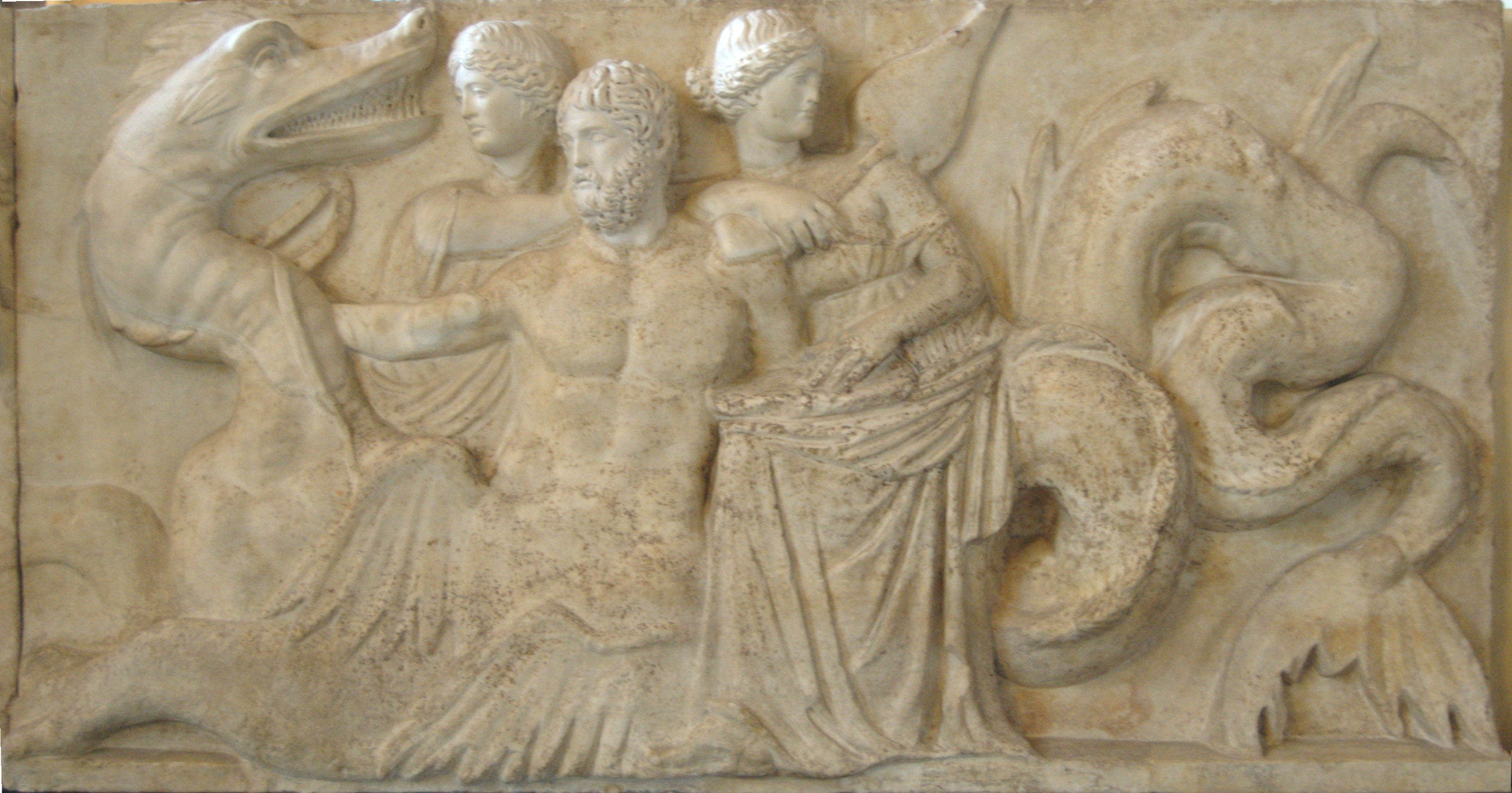
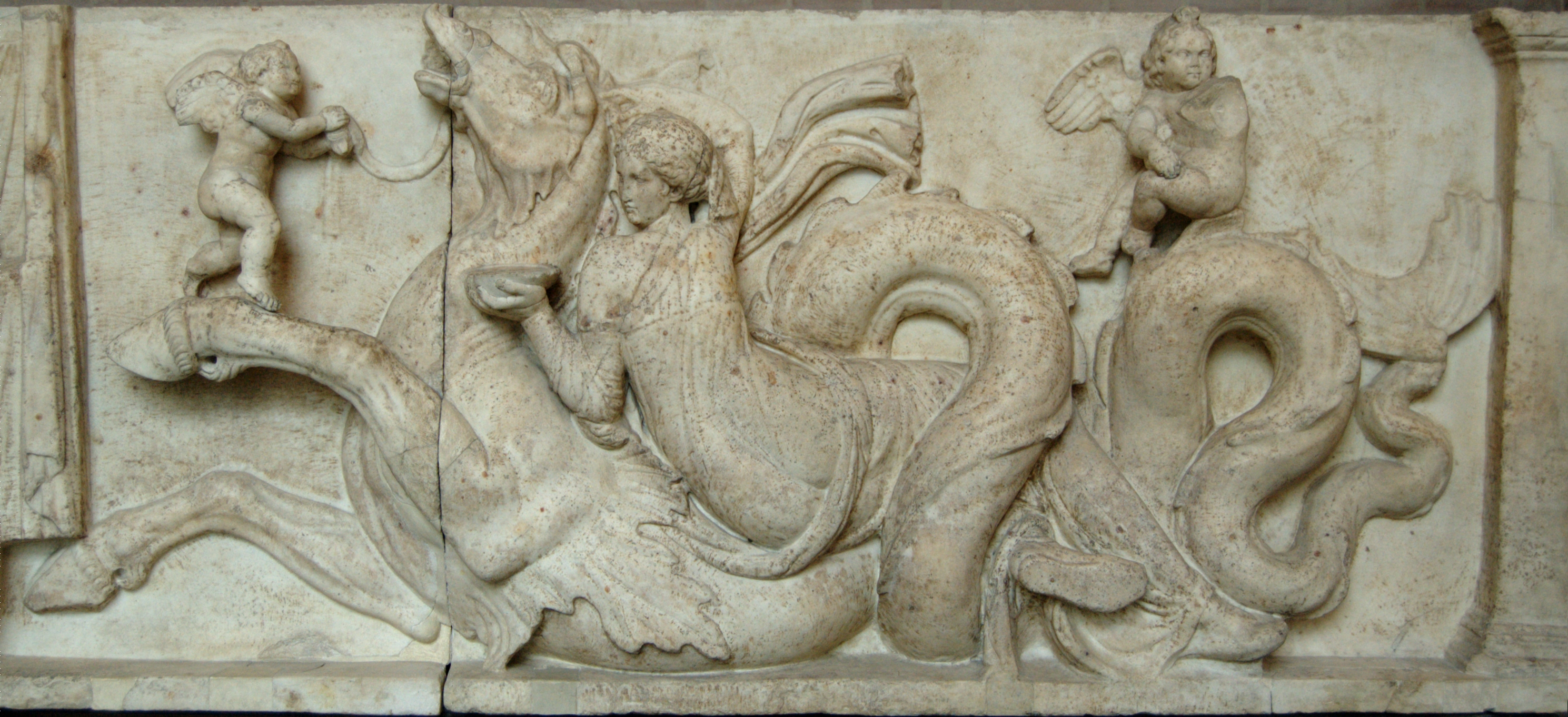

### Illustrum
Nella scena del lustrum del Louvre sono rappresentate numerose figure ed è descritta con dovizia di dettagli tutta la cerimonia.
Il punto focale è sull'ara al centro e in particolar modo sulla figura togata a destra, dove convergono alcune linee di forza come la diagonale degli animali in fila per il sacrificio. Si tratta del censore sacrificante, assistito da tre camilli (due dietro l'altare e uno alle spalle). Dall'altro lato dell'altare si trova la figura in armatura del dio Marte, la divinità onorata dal sacrificio e il protettore del Campo Marzio. Alle spalle del dio si trovano due suonatori.
A destra dell'ara quattro vittimarii accompagnano gli animali sacrificali del suovetaurilia, che si trovano in un ordine insolito (bue, pecora e scrofa invece di scrofa, pecora e bove), forse per un motivo prettamente artistico di convergere l'attenzione dell'osservatore verso il centro tramite la linea ascendente del corteo. Il toro è di dimensioni particolarmente grandi, un espediente espressivo per far risaltare l'entità del sacrificio e quindi la solennità dell'avvenimento, secondo un procedimento ben lontano dall'organicità e il naturalismo della visione artistica greca.
Dietro la pecora si trova un personaggio col capo velato e con un vessillo, l'accensus, che secondo le fonti apriva la processione della lustratio censoria. Infine all'estrema destra compaiono tre soldati (uno con cavallo), mentre altri due si trovano a sinistra dei suonatori: si tratta di una precisa allusione al popolo in armi e forse addirittura raffigura le cinque classes del censo dell'esercito romano.
All'estrema sinistra si trovano due figure sedute che rappresentano scribi. La prima figura, uno iurator, registra sulle tabulae censorie la dichiarazione di un cittadino che ha in mano un dittico, forse contenente le prove della veridicità della sua dichiarazione; il secondo si rivolge a un togato in piedi e gli posa una mano sul braccio che indica il vicino soldato, che guarda l'accaduto: si tratta dell'attribuzione alla classe, alla tribù e al compito militare di un cittadino, mentre la scena più a destra è la dichiarazione che il cittadino è idoneo alle armi.
La scena quindi racchiude vari momenti diversi (dalle dichiarazioni agli scribi, all'apparizione del porta-vessillo, alla cerimonia vera e propria), trattati come fuori dal tempo e ben significativi di ogni singolo atto saliente del lustrum. I personaggi hanno pose studiate, in maniera da essere identificabili inequivocabilmente e il loro accostamento è paratattico, cioè realizzato con la semplice collocazione schematica di figure per lo più frontali una accanto all'altra.

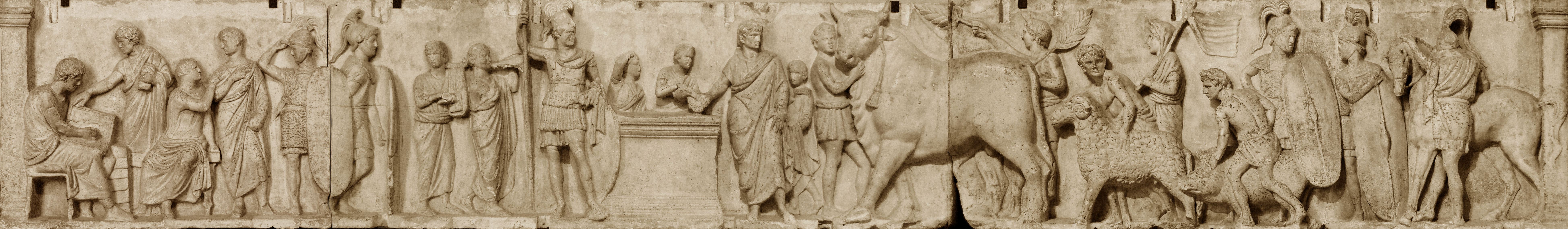
Il lustrum censorio